# Martin Milner
Martin Sam Milner (Detroit (Michigan), 28 december 1931 – Carlsbad (Californië), 6 september 2015) was een Amerikaans acteur.

## Levensloop en carrière
Milner begon zijn carrière in 1947 in een film met William Powell. In 1949 speelde hij naast John Wayne in Sands of Iwo Jima. In de jaren 50 had hij onder meer rollen in I Want You, Gunfight at the O.K. Corral en Compulsion. Vanaf 1960 speelde hij gedurende vier jaar een hoofdrol in de televisieserie Route 66. In 1967 speelde hij een rol in Valley of the Dolls met Sharon Tate. Tussen 1968 en 1975 had hij een hoofdrol in de serie Adam-12. Hierna speelde hij enkel nog gastrollen in televisieseries, zoals in MacGyver.
Milner was 58 jaar gehuwd met zijn vrouw en had vier kinderen. Hij overleed op 83-jarige leeftijd in 2015.

## Filmografie (selectie)
- Sands of Iwo Jima (1949)
- I Want You (1951)
- Gunfight at the O.K. Corral (1957)
- Compulsion (1959)
- Route 66 (1960-1964)
- Valley of the Dolls (1967)
- Adam-12 (1968-1975)
- MacGyver

- Biblioteca Nacional de España: XX1561693
- Bibliothèque nationale de France: cb14207132n (data)
- Gemeinsame Normdatei: 1061278093
- International Standard Name Identifier: 0000 0000 7824 3601
- Library of Congress Control Number: n96085466
- National Archives and Records Administration: 10576030
- Nationale Bibliotheek van Tsjechië: xx0329421
- Virtual International Authority File: 10059775
- WorldCat: E39PBJd8gBjMT8cjJyQ8F8kMT3